# Knut Ebeling
Markus Knut Ebeling (* 1970 in Hamburg) ist ein deutscher Philosoph, Medientheoretiker und Kunstkritiker. Seit 2009 ist er Professor für Medientheorie und Ästhetik im Fachgebiet Theorie und Geschichte an der Kunsthochschule Berlin-Weißensee. Er lebt und lehrt in Berlin.

## Biografie
Knut Ebeling studierte zwischen 1990 und 1993 Philosophie, Kulturwissenschaft, Ästhetik und Kunstgeschichte an der Hochschule der Künste Berlin (heute Universität der Künste) und der Humboldt-Universität zu Berlin (HU Berlin). Von 1993 bis 1994 war er an der Université Paris VIII zum Studium der Philosophie und Ästhetik, das er mit einer Maîtrise zur französischen Nietzsche-Rezeption abschloss.
Zwischen 1996 und 1999 schrieb Ebeling am Seminar für Ästhetik der HU Berlin seine Dissertation zu Georges Bataille, wo er 1999 mit der Arbeit „Die Falle. Zwei Lektüren zu Georges Batailles ‚Madame Edwarda‘“ promovierte. Seit 1998 war er an der HU Berlin Lehrbeauftragter am Seminar für Ästhetik und erhielt ebenfalls 1998 den Carl-Einstein-Preis der Kunststiftung Baden-Württemberg für seine Texte zur bildenden Kunst.
Von 1999 bis 2001 war Knut Ebeling Post-Doc am DFG-Graduiertenkolleg „Codierung von Gewalt im medialen Wandel“ an der HU Berlin. Im Anschluss daran leitete er dort von 2002 bis 2007 das transdisziplinäre Forschungsprojekt „Archive der Vergangenheit. Wissenstransfers zwischen Archäologie, Philosophie und Künsten“, das von der VolkswagenStiftung im Programm „Schlüsselthemen der Geisteswissenschaften“ gefördert wurde. 2005 ging er für ein halbes Jahr als DAAD-Gastdozent an der Ecole Supérieure des Beaux-Arts nach Algier/Algerien.
Von 2007 bis 2009 war Knut Ebeling Mitglied des DFG-Netzwerks „Archive der Gewalt“, habilitierte sich 2008 an der Fakultät für Kunst- und Kulturwissenschaften der HU Berlin und erhielt die Venia Legendi für „Kulturwissenschaft/Ästhetik“.
Von 2007 bis 2010 war er außerdem Dozent an der Stanford University in Berlin. 2009 folgte seine Berufung zum Professor für Medientheorie und Ästhetik an die weißensee kunsthochschule berlin. In den Jahren 2010/12 war er Stipendiat der Akademie Schloss Solitude.

## Forschung
Knut Ebeling arbeitet als Theoretiker und Kritiker an einer materiellen Epistemologie der Künste und des Wissens. Zu seinen Forschungsschwerpunkten gehören die moderne und zeitgenössische Philosophie, kulturwissenschaftliche Ästhetik und ästhetische Theorien, Medien des kulturellen Gedächtnisses, Medienarchäologie sowie die Archäologie der zeitgenössischen Kunst und des Wissens.
Links zu Forschungsprojekten:
- UdK Berlin
- Archive der Vergangenheit
- HU Berlin

## Monographien
- Wilde Archäologien 2. Theorien der Materialität der Zeit von Archiv bis Zerstörung, Berlin: Kadmos 2016
- „quote/unquote“ Kleine Archäologie der Operatoren, Köln: Verlag der Buchhandlung Walther König (International Flusser Lectures) 2014[2]
- Wilde Archäologien 1. Theorien der materiellen Kultur von Kant bis Kittler, Berlin: Kadmos 2012[3]
- Stadien. Eine künstlerisch-wissenschaftliche Raumforschung (gemeinsam mit Kai Schiemenz), Berlin: Kadmos 2009
- Das Archiv brennt (gemeinsam mit Georges Didi-Huberman), Berlin: Kadmos 2007
- Moskauer Tagebuch: Doppelbelichtung. Mit einem Vorwort von Michail Ryklin, Wien: Passagen 2001[4]
- Die Falle – Zwei Lektüren zu Georges Batailles „Madame Edwarda“, Wien: Passagen 2000 (Dissertation, siehe Einzelnachweis 1.)
- zettels trauma, Berlin: Koch & Kesslau 1997

## Editionen
- Johan Huizinga, Das Spielelement der Kultur. Spieltheorien nach Johan Huizinga von Georges Bataille, Roger Caillois, Eric Voegelin, Berlin: Matthes & Seitz 2014[5]
- Archivologie. Theorien des Archivs in Philosophie, Medien und Künsten (Mithg. gemeinsam mit Stephan Günzel), Berlin: Kadmos 2009[6]
- Die Aktualität des Archäologischen – in Kulturwissenschaft, Medien und Künsten (Mithg. gemeinsam mit Stefan Altekamp), Frankfurt am Main: Fischer-Taschenbuch-Verlag 2004[7]